# سیارک ۴۳۶۸
سیارک ۴۳۶۸ (به انگلیسی: 4368 Pillmore، نامگذاری:1981JC2) چهار هزار و سیصد و شصت و هشتمین سیارک کشف شده‌است که در ۵ مه ۱۹۸۱ کشف شد.
قدر مطلق سیارک برابر ۱۱٫۳۰ است.